# Isikava Rika
Isikava Rika (石川梨華; Jokoszuka, 1985. január 19. –) japán színésznő és modell. A Morning Musume negyedik generációjának tagja.

## Élete

### 2000-2003
2000-ben csatlakozott a Morning Musume-hez a csapat negyedik generációjának tagjaként, és még ebben az évben tagja lett az Aoiro7 nevű alcsapatnak is. 2001-ben csatlakozott a félig-meddig csapat Country Musume-hez, majd második generációs tagja lett a Tanpopo-nak. Ebben az évben a 3nin Matsuri nevű kevert csapat tagja is lett, 2002-ben pedig ugyanígy a Sexy8-be került, 2003-as kevert csapata pedig a 7AIR volt. Ebben az évben a rövid életű ROMANS nevű formációba is bekerült.

### 2004-2009
2004 második felében lett az Ecomoni tagja, mely eredetileg a „Acchi chikyuu wo samasunda” környezetvédelmi fesztiválra alakult, s célja a környezettudatosság népszerűsítése volt. Ezen év augusztusában jelentették be, hogy az induló új csapat, a v-u-den vezetője lesz. 2005-ben kilépett a Morning Musume-ből, hogy energiáit a v-u-den-re összpontosíthassa. 2008-ban, mikor a csoport megszűnt, a karrierje tovább folytatódott az Ongaku Gatas tagjaként, majd a Gatas Brilhantes H!P teremfoci válogatott tagjaként. 2008-ban bejelentették, hogy Josizava Hitomi és ő új duót alkot majd ezután, a Hangry&Angry-t. A csapat 2009-ben Seattle-ben, a Sakura-con-on is fellépett.

### 2010-2013
2010-ben megnyílt a hivatalos blogja. Ez év májusában játszott a „Tiger Breathing” című színdarabban, nyáron pedig bejelentették, hogy önálló fanklub event-et tart majd, az „Ishikawa Rika Casual Dinner Show”-t. 2010 októberében a Hangry&Angry-val fellépett a NYAF-on, New York-ban, majd a Jokohama BLIZ-ben fanklub event-et tartottak. 2011-ben tagja lett a Dream Morning Musume-nek, novemberben pedig megnyílt Ameba blogja. 2012 áprilisában játszott az „Atsuhime Number 1” című filmben, majd egy rövid részben feltűnt a „Shuugaku Joshi Gakuen” című sorozatban. 2013-ban játszott a „Moshimo kokumin ga shusho wo erandara” című színdarabban.

## Filmográfia
- 2000 – Pinch Runner
- 2002 – Tokkaekko
- 2003 – Koinu Dan no Monogatari
- 2003 – 17sai ~Tabidachi no Futari~
- 2004 – Tottoko Hamtaro Hamu Hamu Hapa Radaicho!
- 2006 – Yo-Yo Girl Cop